# Le Perréon
Le Perréon este o comună în departamentul Rhône din sud-estul Franței. În 2009 avea o populație de 1.395 de locuitori.

## Evoluția populației
| An        | 1975 | 1982 | 1990 | 1999  | 2006  | 2009  |
| --------- | ---- | ---- | ---- | ----- | ----- | ----- |
| Populație | 815  | 831  | 901  | 1.020 | 1.352 | 1.395 |